# Ichneumon proximus
Ichneumon proximus är en stekelart som beskrevs av Cuvier 1833. Ichneumon proximus ingår i släktet Ichneumon och familjen brokparasitsteklar. Inga underarter finns listade i Catalogue of Life.